# Ilex stenura
Ilex stenura är en järneksväxtart som först beskrevs av Elmer Drew Merrill och L.M.Perry, och fick sitt nu gällande namn av D.M.Hicks. Ilex stenura ingår i släktet järnekar, och familjen järneksväxter. Inga underarter finns listade i Catalogue of Life.